# Rosenberg (böhmisches Adelsgeschlecht)

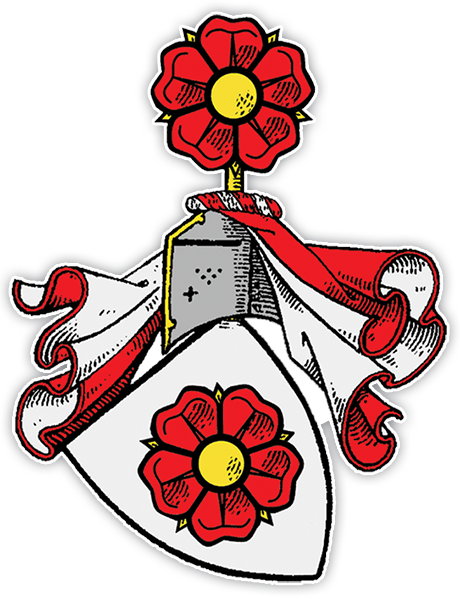
Stammwappen der Rosenberger

Das Adelsgeschlecht der Herren von Rosenberg (tschechisch Páni z Rožmberka, Plural Rožmberkové) entstammte dem Geschlecht der Witigonen, das sich in vier Familienlinien verzweigte, die von Rosenberg, die von Krumau, die von Neuhaus und die von Landstein.
Im 15. Jahrhundert waren die Rosenberger das einflussreichste Adelsgeschlecht in Böhmen. Die Weitergabe der Güter richtete sich bei den Rosenbergern nach der patrilinearen Erbfolge. Mit Peter Wok von Rosenberg erloschen die Rosenberger 1611 im Mannesstamm.

## Geschichte

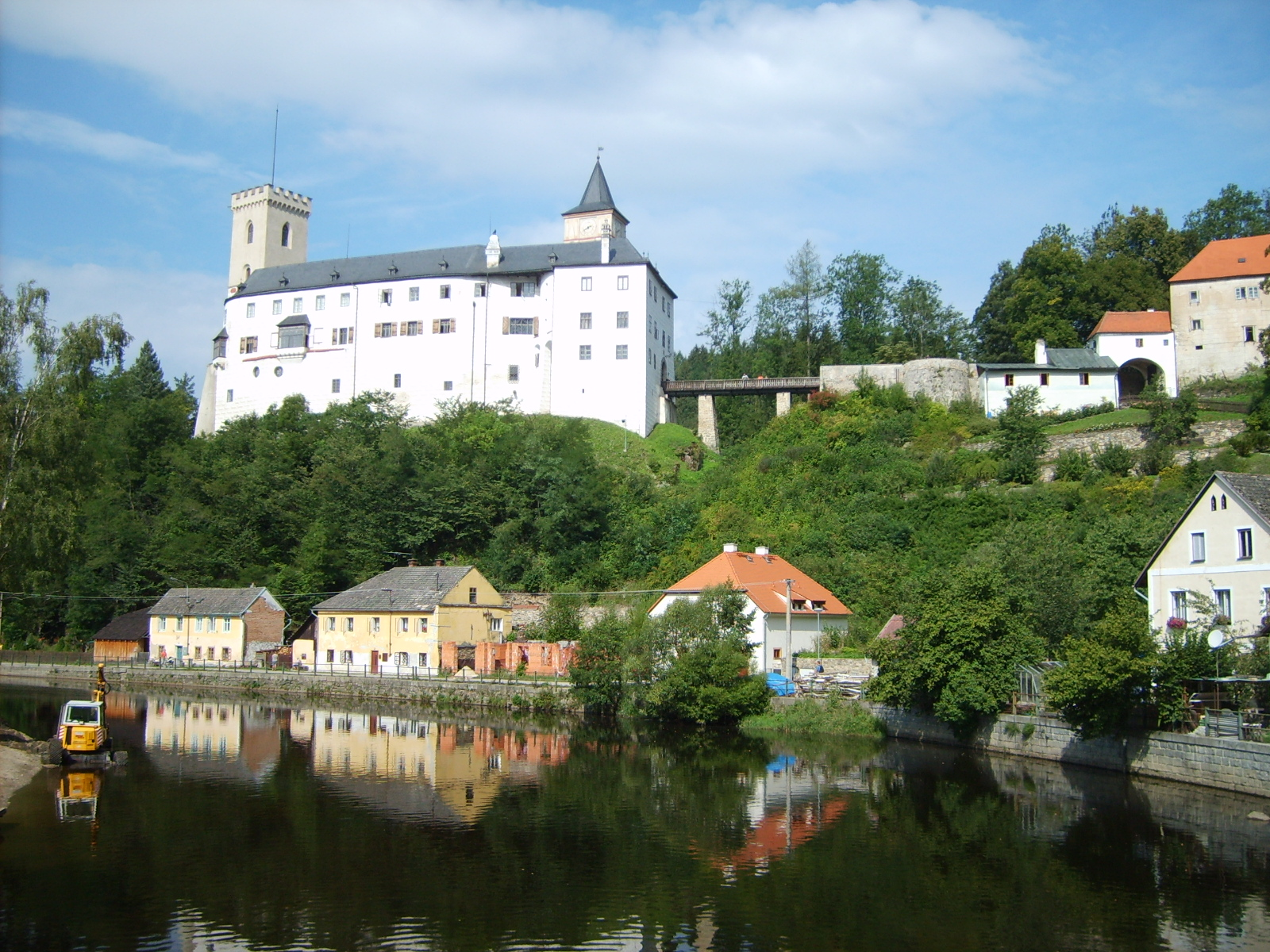
Die namensgebende Burg Rosenberg in Böhmen

Als Stammvater der Rosenberger wird Witiko von Prčice und Blankenberg angenommen, der ein Sohn Witikos von Prčice war. Der Geschlechtername leitet sich von der Burg Rosenberg ab, die Wok von Rosenberg nach 1225 errichtet haben soll. Er führte als erster das Prädikat „von Rosenberg“.
Nach dem Aussterben des witigonischen Familienzweigs der Herren von Krumau 1302 fielen deren Besitzungen an die Rosenberger. Nachfolgend verlegte Heinrich I. von Rosenberg, der bis dahin auf der Burg Rosenberg residierte, seinen Sitz auf die Burg Krumau. Sie diente drei Jahrhunderte als Residenz der Rosenberger, deren Familienmitglieder bedeutende königliche Landesämter bekleideten. 1484 schlossen sie mit den Schwanbergern für den Fall des Aussterbens einen gegenseitigen Erbvertrag.

## Besitzungen der Rosenberger
Im 15. und 16. Jahrhundert beherrschten die Rosenberger den größten Territorialkomplex in Böhmen. Zu ihren Ländereien gehörten u. a. Purschitz, Hohenfurth, Sobieslau, Lainsitz, Blankenberg, Zvíkov, Gratzen, Wittingau, Rosenberg, Strakonitz, Seltschan, Raudnitz, Bechin, Winterberg und Libeň. Weitere Ländereien hielten sie in Westböhmen, in Mähren und in Oberösterreich sowie in Schlesien Silberberg und Reichenstein. Sie engagierten sich im Landesausbau, gründeten Klöster und Ortschaften und leisteten einen großen Beitrag zum wirtschaftlichen und kulturellen Aufschwung Böhmens. Zum wirtschaftlichen Niedergang kam es, als um 1600 Peter Wok von Rosenberg knapp zwei Drittel des Besitzes zur Begleichung von Schulden verkaufen musste. Mit ihm starben die Rosenberger 1611 aus. Zum Erben seiner Herrschaft Rosenberg hatte er den Sohn seiner Schwester, Johann Zrinski von Seryn, bestimmt; da dieser aber schon 1612 starb, gelangte Rosenberg zusammen mit den anderen Besitzungen Peter Woks entsprechend einem Erbvertrag aus dem Jahre 1484 an die Herren von Schwanberg.

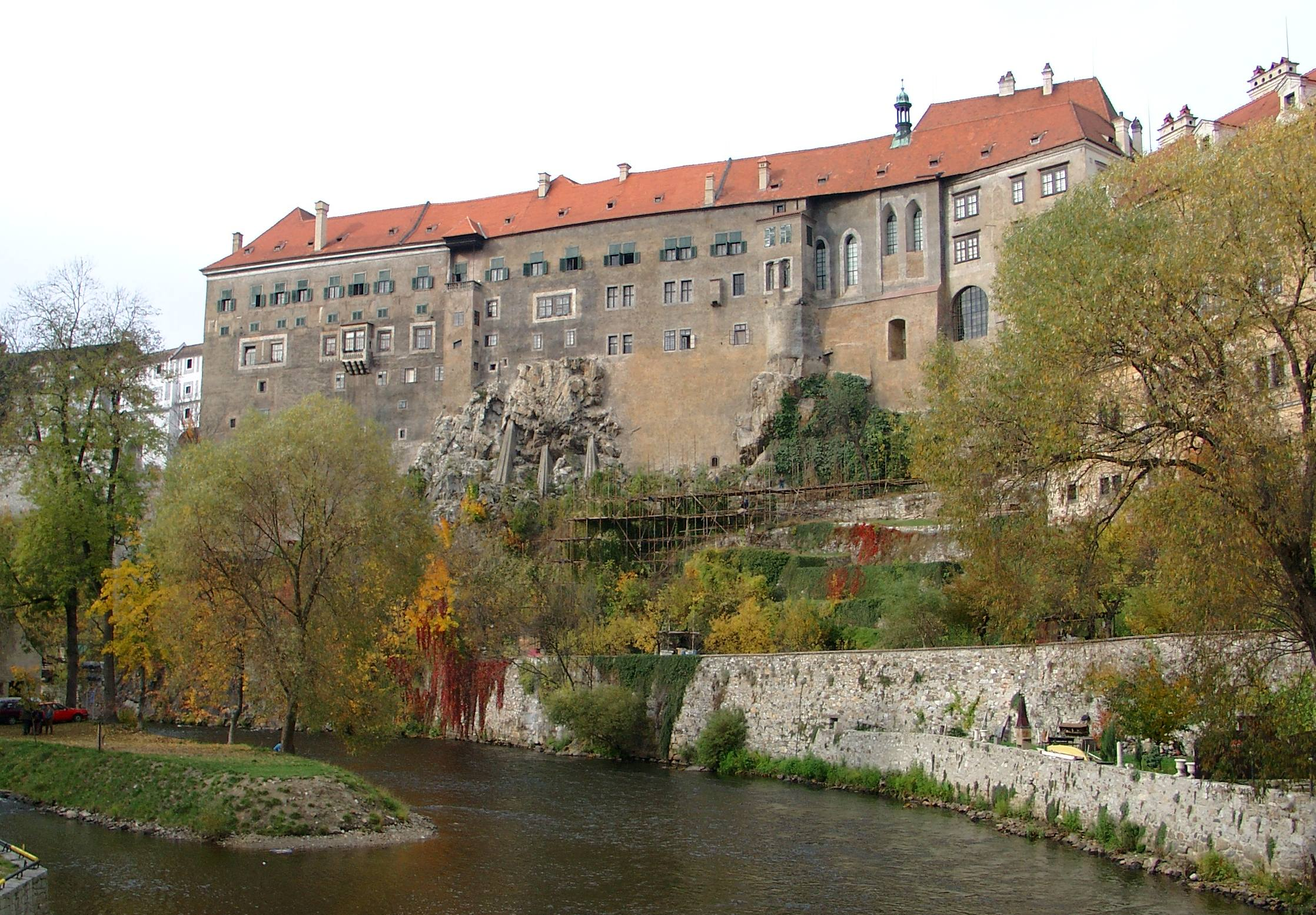
Schloss Český Krumlov (Krumau)
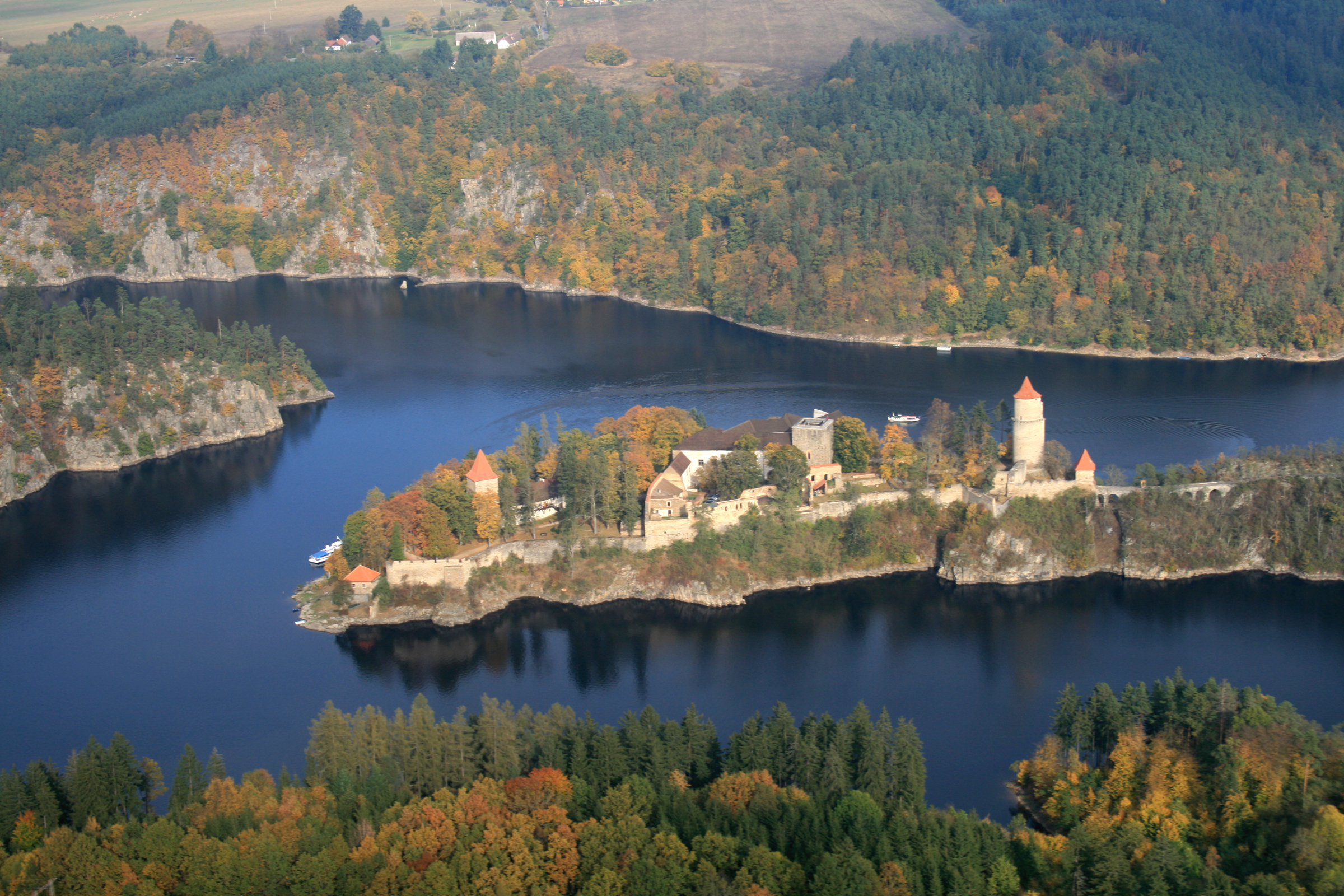
Burg Zvíkov (Klingenberg)
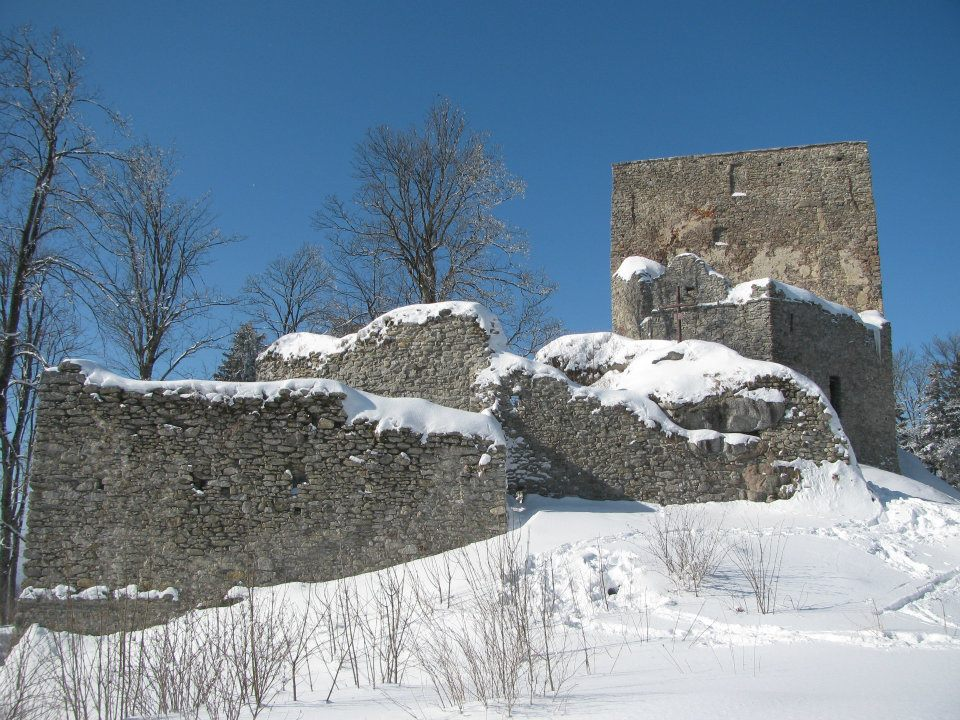
Burg Vítkův hrádek (Wittinghausen)
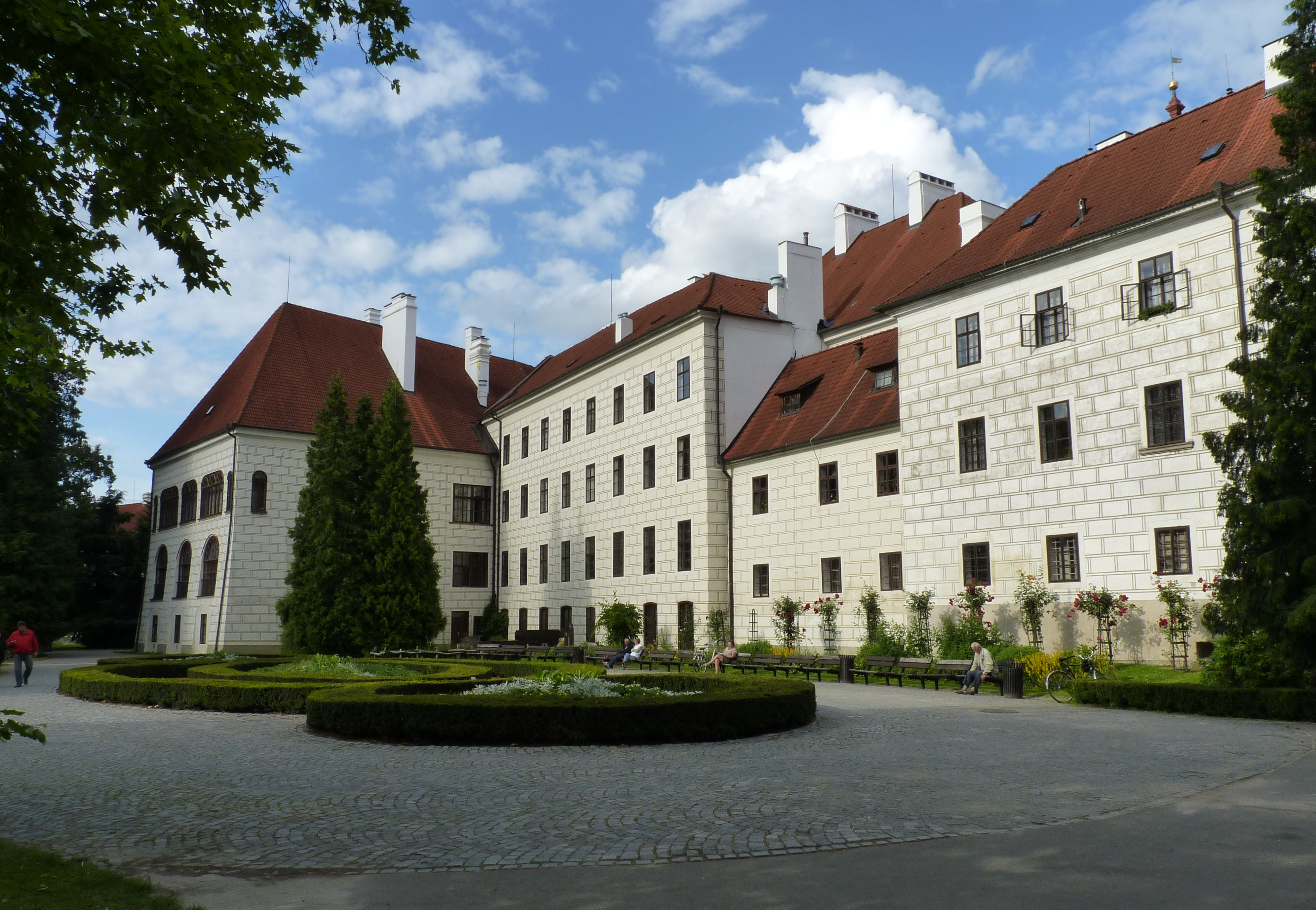
Schloss Třeboň (Wittingau)
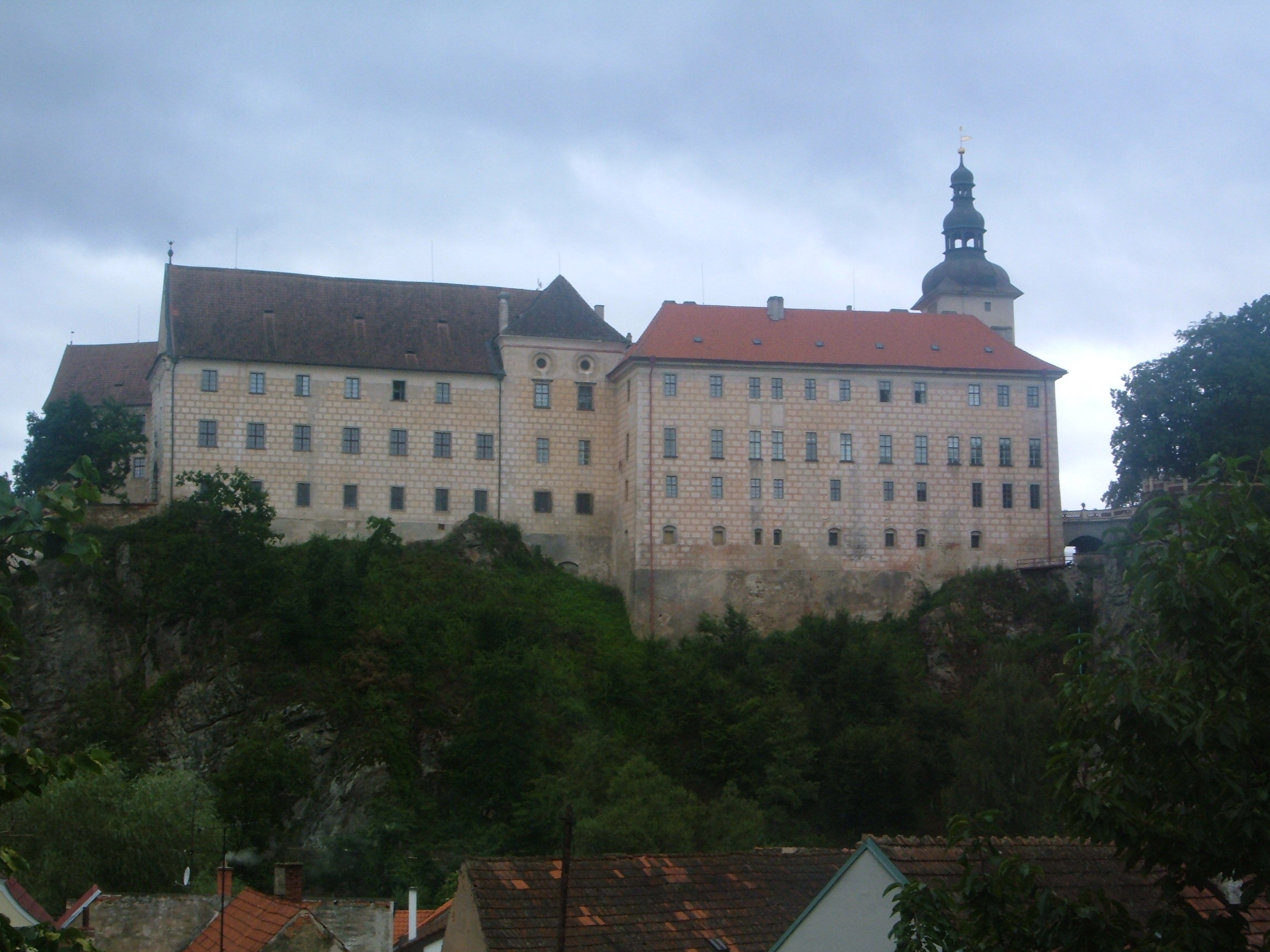
Schloss Bechyně (Bechin)
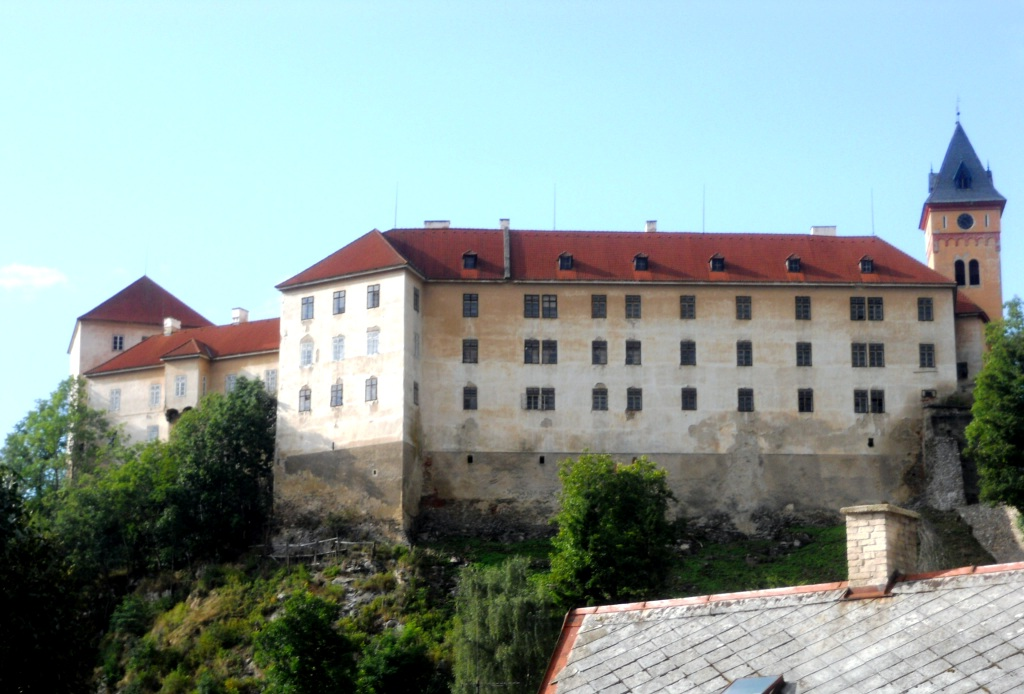
Schloss Vimperk (Winterberg)
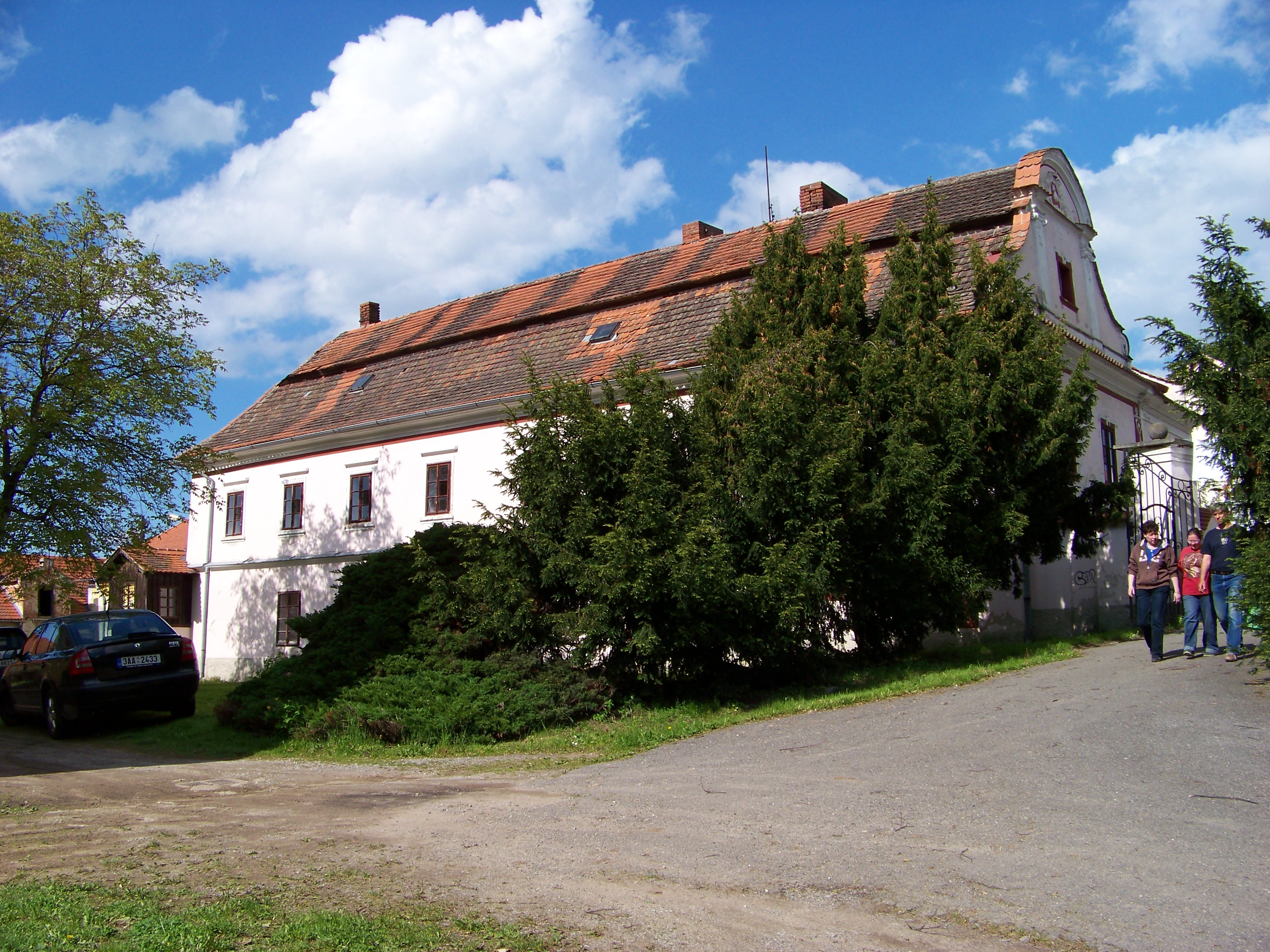
Schloss Prčice (Purschitz)
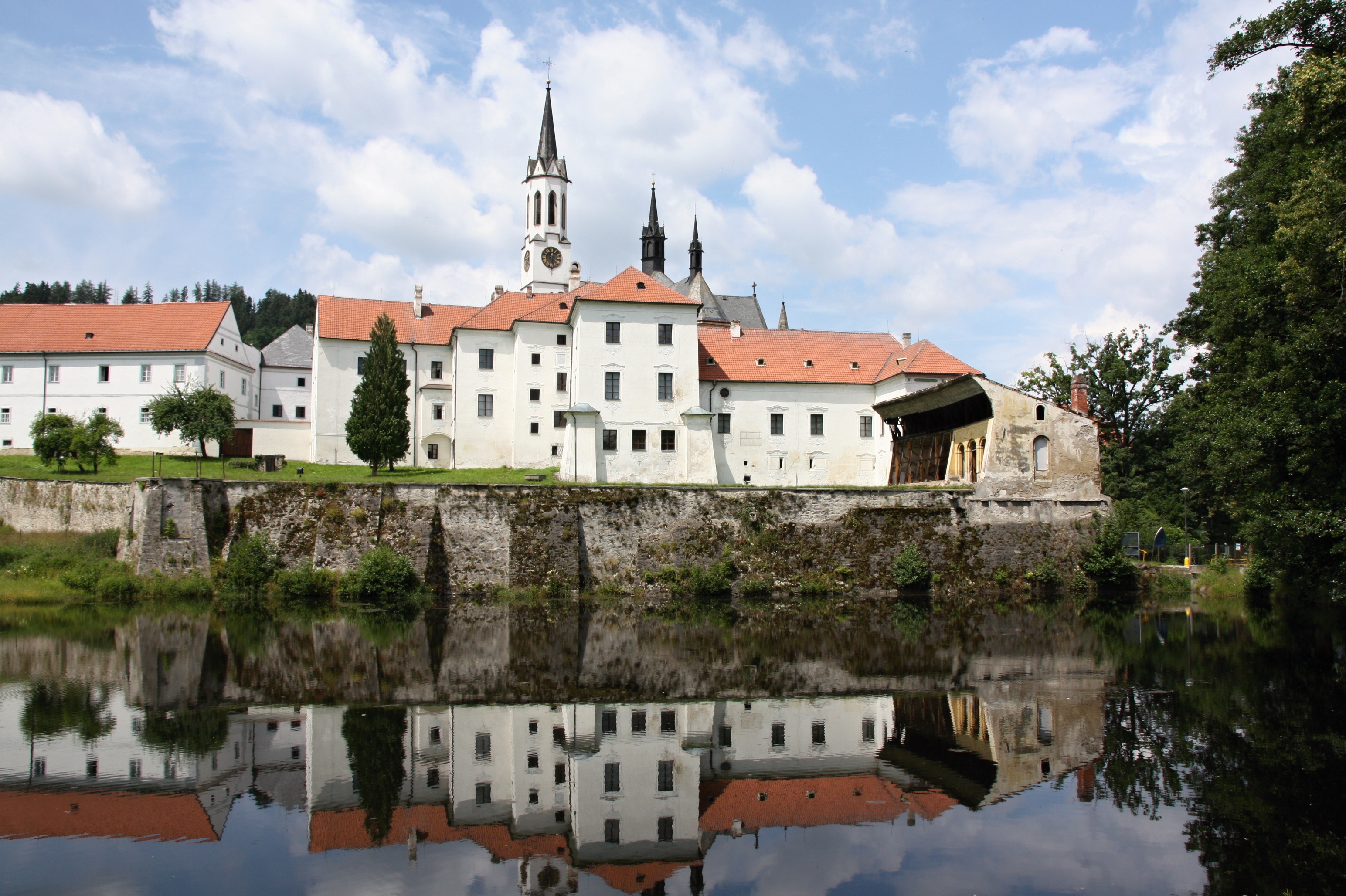
Kloster Vyšší Brod (Hohenfurth)
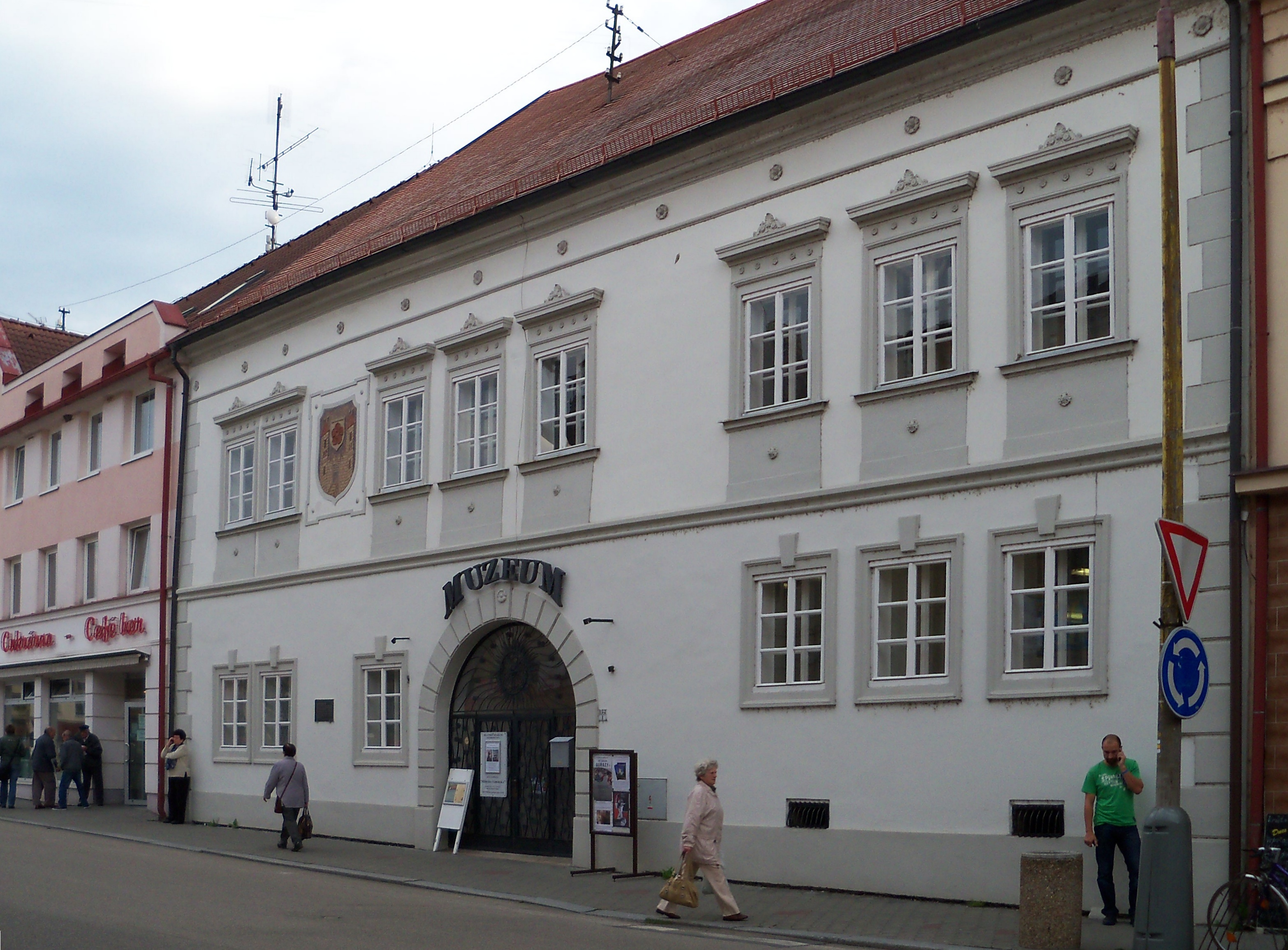
Rosenberger Hof in Sobieslau
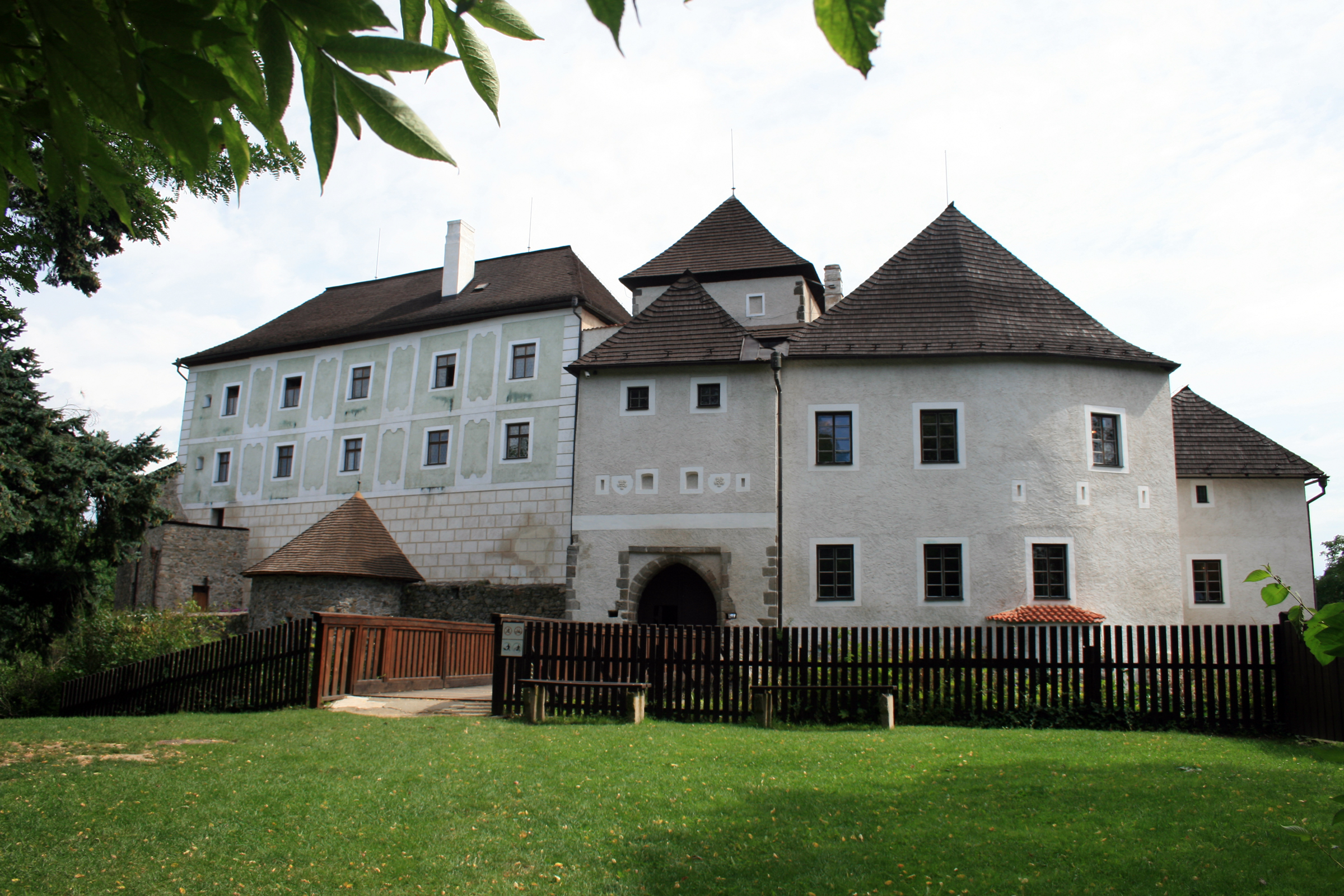
Burg Nové Hrady (Gratzen)
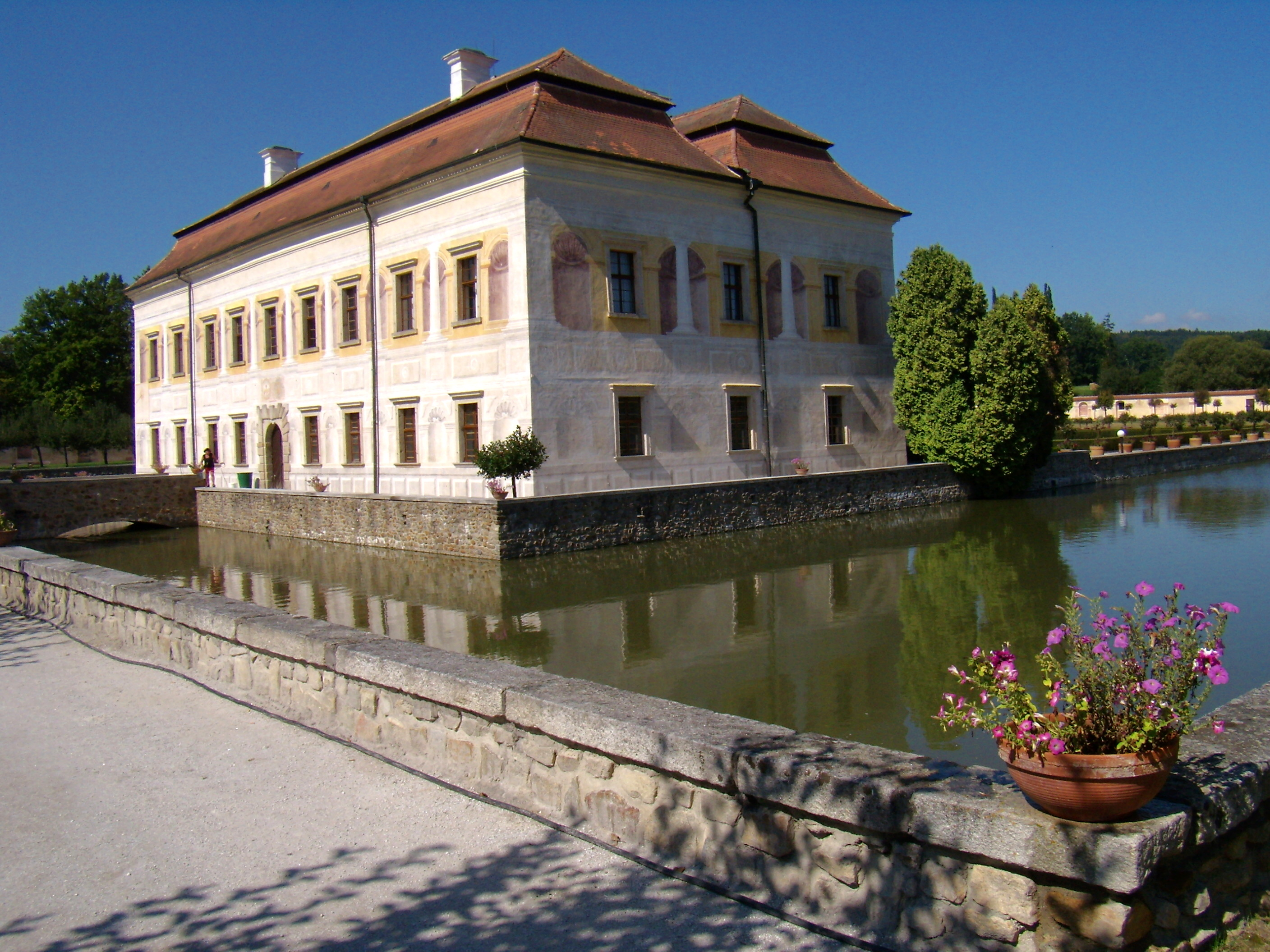
Schloss Kratochvíle (Kurzweil)
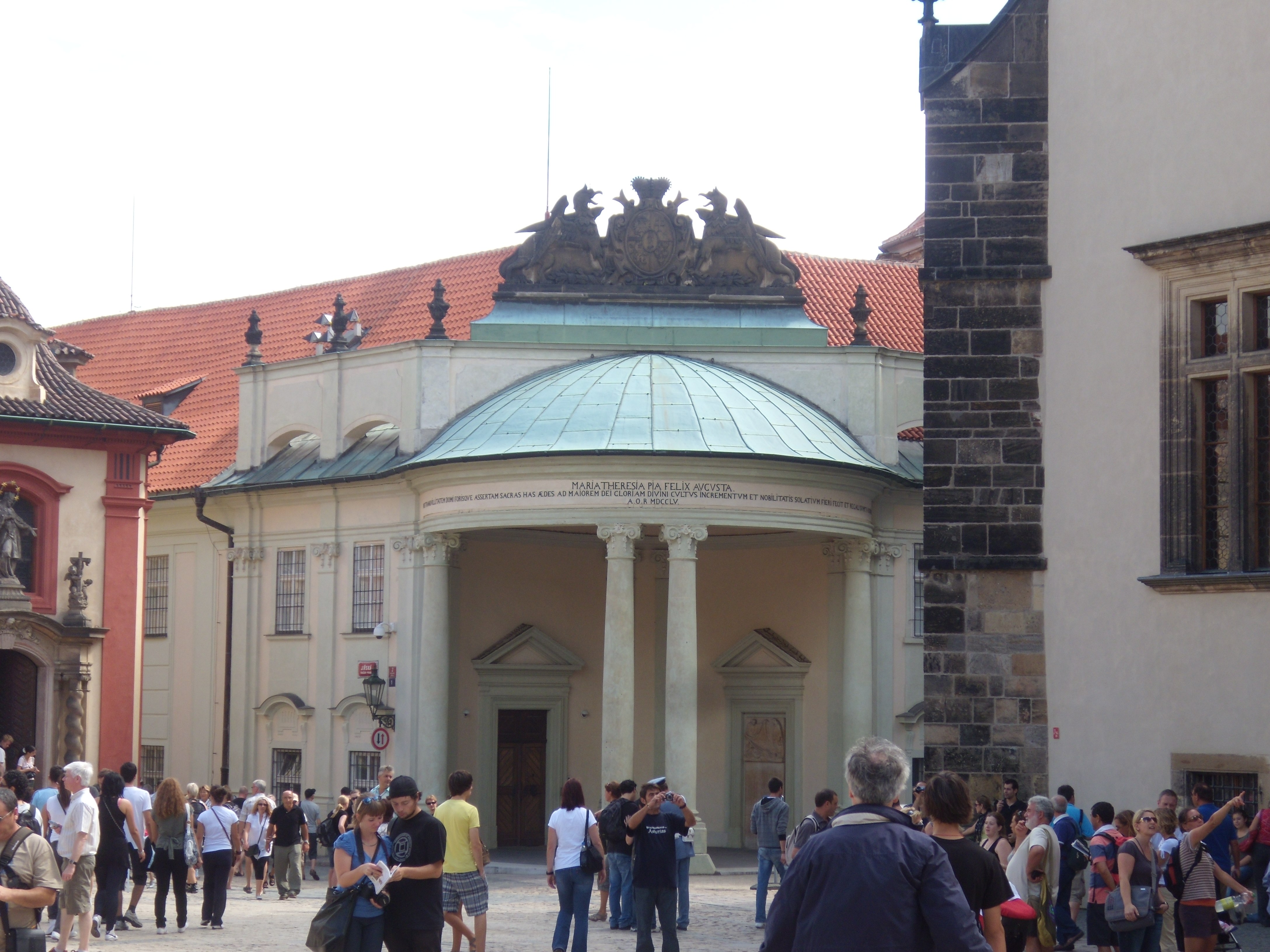
Rosenberg-Palais in der Prager Burg

## Wappen
Blasonierung des Stammwappens der Rosenberger: „In Silber eine goldbespitzte und -bebutze rote Rose. Auf dem silbern-rot bewulstetem Helm (auf gelehntem Schild) mit rot-silbernen Decken die goldgestielte Rose.“
Lediglich der Umstand, dass das Stammwappen der Rosenberger wie der Edelherren zur Lippe so einfach gestaltet ist, bedingt eine Wappenverwandtschaft – die aber auf keine tatsächliche Verwandtschaft schließen darf.
Erst in der ersten Hälfte des 16. Jahrhunderts während der Regentschaft Wilhelms von Rosenbergs kamen Bestandteile des Wappens der römischen Orsini hinzu: In der unteren Hälfte drei schräge Streifen mit Bären hinter einem Schildträger. Die Abstammung der Rosenberger von dem Geschlecht der Orsini ist nicht belegt und gehört in den Bereich der Legende. Sie kam dadurch zustande, dass Ulrich II. von Rosenberg zur Hebung des Prestiges der Rosenberger eine fiktive genealogische Abkunft von den Fürsten Orsini konstruierte, die 1469–1481 von drei Mitgliedern dieser Familie bestätigt wurde. An diese Legende knüpften die – mit den böhmischen Rosenbergern nicht verwandten – steirischen Ritter von Rosenberg (mit gleichnamigem Stammsitz bei Graz), die nachgewiesenerweise den Herren von Graben entstammen, 1684 – also Jahrzehnte nach dem Erlöschen der böhmischen Familie – an, indem sie anlässlich ihrer Erhebung in den Grafenstand den Namen Orsini-Rosenberg annahmen; dieses, später in den Fürstenstand erhobene Geschlecht besteht bis heute.
Wappenvereinigung wurden vereinbart:
- am 24. Februar 1614 mit dem Haus Schwanberg, auf Böhmisch-Budweis für Johann Freiherrn von Schwanberg als Erben seines Oheims Peter Wok von Rosenberg, mit dem die Rosenberger im Mannesstamm erloschen,[2]
- sowie am 28. November 1665 mit den Freiherrn von Paar für Karl Freiherrn von Paar und dessen Ehefrau Franziska Polyxena, geborene Freiin von Schwanberg.[3]

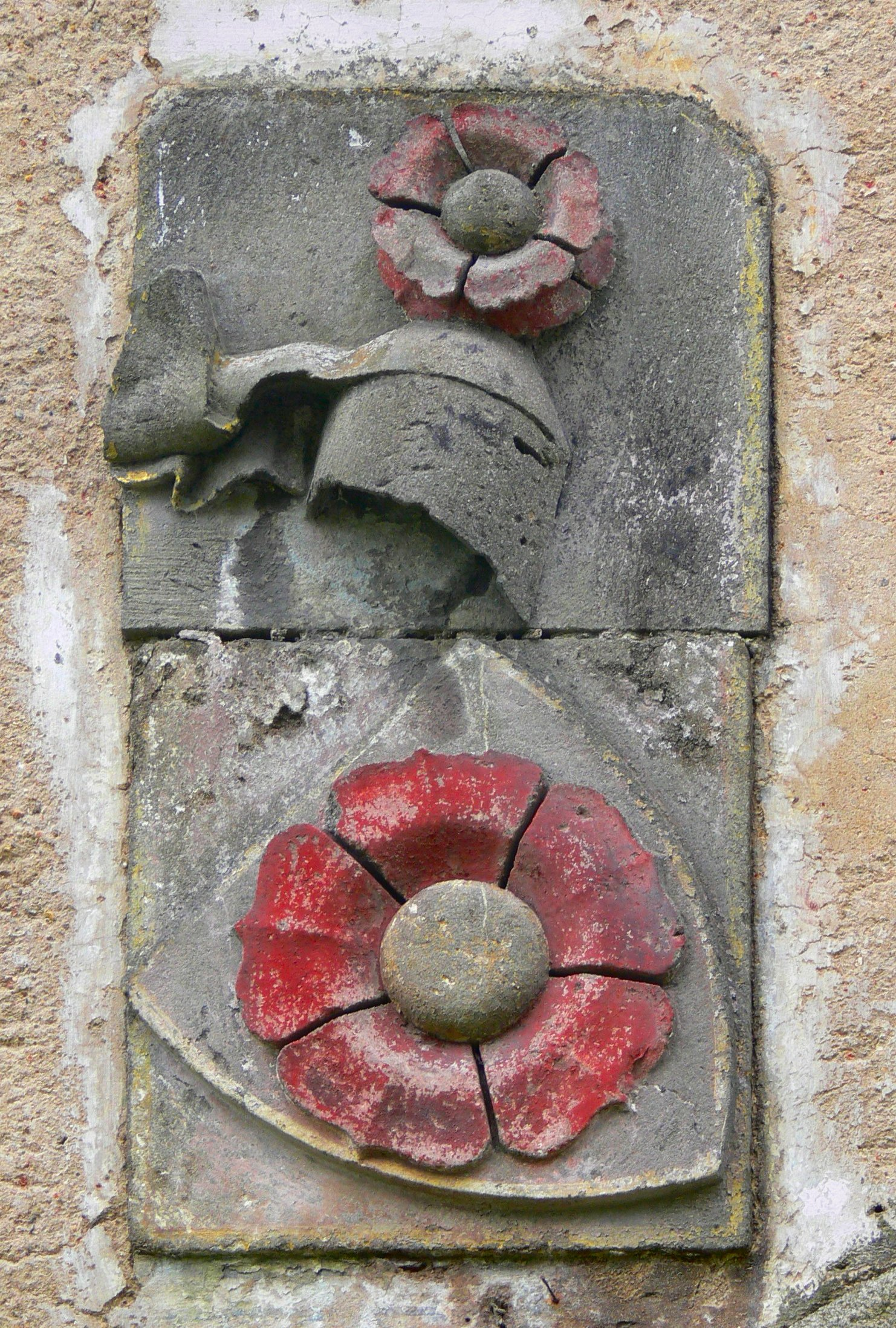
Stammwappen der Gründerfamilie am Haupttor des Klosters Hohenfurth
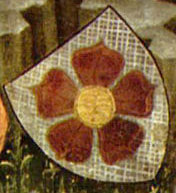
Wappen derer von Rosenberg mit ungespitzter, gestürzter Rose (am Altar der Hohenfurther Klosterkirche, 14. Jahrhundert)
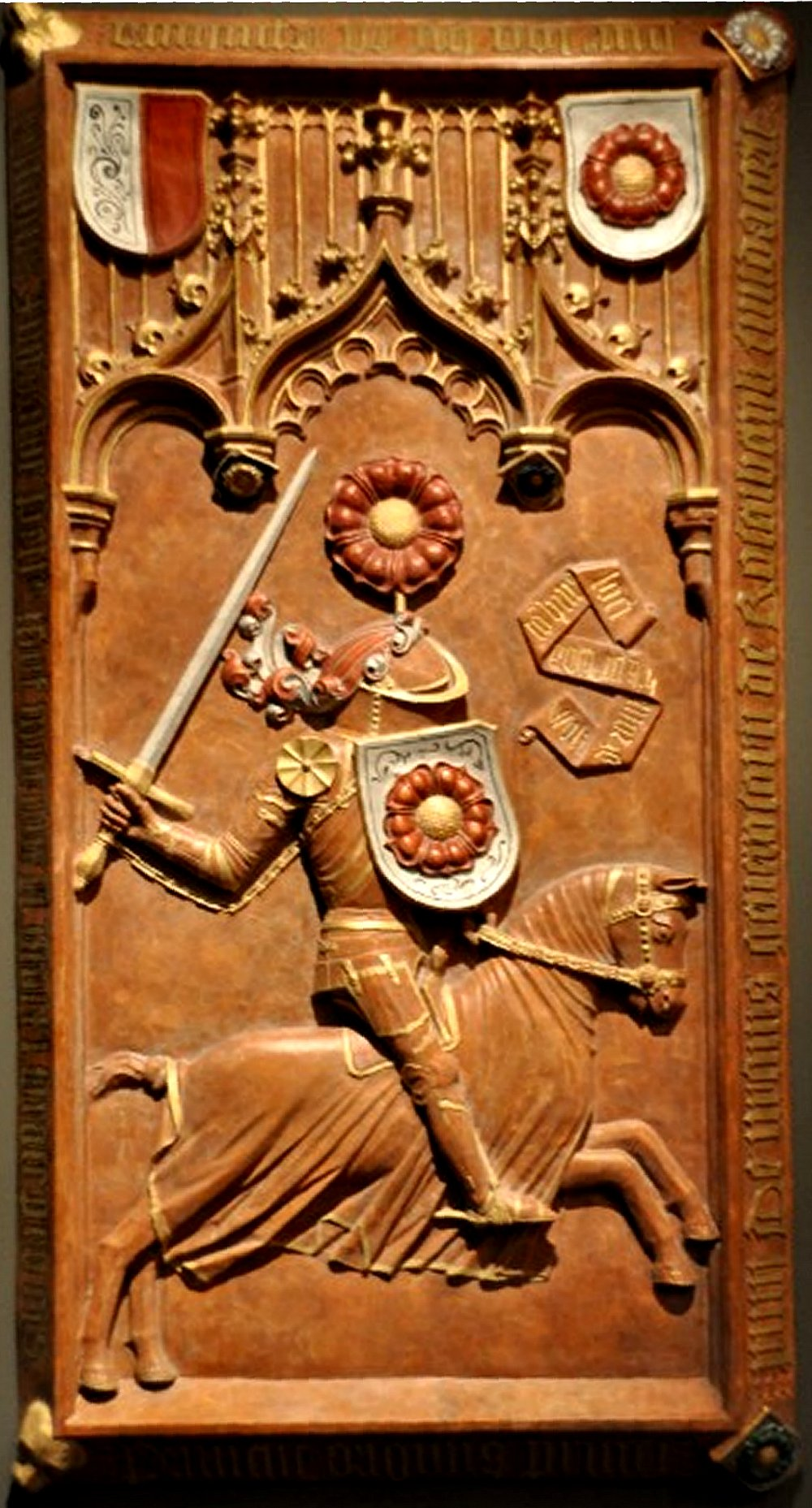
Epitaph mit Reiter in voller Rüstung (Familiengruft im Kloster Hohenfurth)
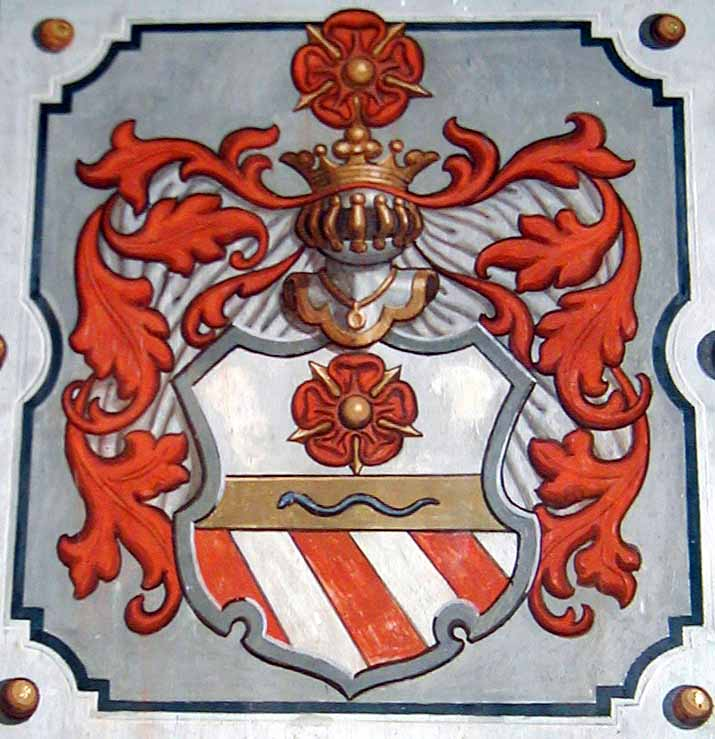
Das spätere, die legendäre Orsini-Abstammung propagierende Wappen
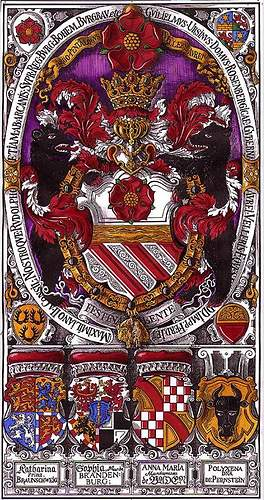
Wappen Wilhelms von Rosenberg mit orsinischen Motiven Gvilielmvs Ursinvs domvs Rosenbergicae gvberna[tor]

## Fälschungen und Legenden
Ulrich II. von Rosenberg legte um die Mitte des 14. Jahrhunderts mehrere gefälschte Urkunden vor, mit denen das Prestige der Rosenberger erhöht oder die Ansprüche auf bestimmte Besitzungen nachgewiesen werden sollten. U. a. kamen auf diese Weise die unrichtigen Angaben zustande, Peter I. von Rosenberg habe im Französisch-englischen Krieg eine Heldentat begangen, als er das Banner des Feindes erbeutete. Eine andere Fälschung aus der rosenbergischen Kanzlei stammt aus dem Ende des 15. Jahrhunderts; ihr Autor war vermutlich der rosenbergische Kanzler Václav von Rovné. In ihr wird über einen angeblichen Streit Peters von Rosenberg mit dem (damals nicht existenten) Herzog Bolko von Troppau berichtet, bei dem es darum gegangen sein soll, welche der beiden Familien vornehmer sei.
Laut einem Eintrag in der böhmischen Landtafel aus dem Jahr 1493 sollte das rosenbergische Dominium ungeteilt vererbt werden. Erst in der Neuzeit stellte sich die angebliche Unteilbarkeit als ein Falsifikat aus der Kanzlei Ulrichs II. heraus. Der Landtafel-Eintrag aus dem Jahre 1493 basierte nämlich auf einer nicht existenten Bestätigung des Königs Karl IV., die dieser angeblich 1360 ausgestellt haben soll.
Auch das 1497–1501 von Peter IV. von Rosenberg im Böhmischen Landtag durchgesetzte Landesgesetz, mit dem die privilegierte Stellung der Rosenberger vor allen übrigen böhmischen Adeligen und vor den Mitgliedern der Landesregierung anerkannt wurde, kam durch eine Fälschung zustande. Das Landesgesetz bezog sich auf ein Dokument von 1341, in dem König Johann von Luxemburg die höchste Stellung der Rosenberger unter den böhmischen Adeligen bestätigt haben soll. Es stellte sich jedoch später als eine Fälschung der rosenbergischen Kanzlei heraus.
Mit einer ebenfalls gefälschten Urkunde, die auf den 14. November 1264 datiert worden war, soll Ottokar II. Přemysl das Kloster Goldenkron in den Schutz Woks von Rosenberg und seiner Nachkommen gestellt und ihm für die Ländereien des Klosters das Jagdrecht erteilt haben. Dieser Sachverhalt soll vom böhmischen König Johann von Luxemburg mit einer Urkunde vom 17. September 1333 bestätigt worden sein. Auch diese Urkunde wurde später von den Historikern relativ einfach als ein Falsifikat erkannt. Den Fälschern ist offensichtlich entgangen, dass Wok zum Zeitpunkt der ersten Urkunde von 1264 bereits seit zwei Jahren tot war. Ulrich II. von Rosenberg nutzte jedoch dieses Falsifikat, um sich während der Hussitenkriege die Goldenkroner Klostergüter anzueignen.
Die Fälschungen und Legenden wurde nach 1594 von dem Rosenberger Hofchronisten und Archivar Václav Březan in seinen „Monumenta Rosenbergica“ nochmals aufgegriffen und dadurch verbreitet. Da Březan die Rosenberg-Chronik und weitere Veröffentlichungen anhand der ihm vorliegenden Archivalien verfasste und ihm die Fälschungen nicht bekannt waren, gingen diese Irrtümer auch in die deutsche Übersetzung der Chronik ein, die der Wittingauer Abt Norbert Heermann in der zweiten Hälfte des 17. Jahrhunderts ins Deutsche übertrug. Sie wurde 1897 durch Matthäus Klimesch mittels Fußnoten bearbeitet und 1897 unter dem Titel „Norbert Heermann's Rosenberg'sche Chronik“ im Verlag der königlich böhmischen Gesellschaft der Wissenschaften in Prag gedruckt.
Auch der von Václav Březan 1609 verfasste „Summarische Auszug“ aus der Rosenberg-Chronik wiederholt die zahlreichen Fehler und Irrtümer, da ihm auch zu diesem Zeitpunkt nicht bekannt war, dass ein Teil der von ihm verwendeten Urkunden Falsifikate waren. Eine kommentierte Bearbeitung des summarischen Auszugs, in der die historischen Zusammenhänge erläutert und zahlreiche Irrtümer des Autors korrigiert werden, erschien 2005 unter dem Titel „Rožmberské kroniky. Krátky a summovní výtah od Václava Březana“.

## Stammlisten der Rosenberger
- Witiko von Prčice (1120–1194), Stammvater der Witigonen. Er diente Adalbert Stifter als Vorbild für seinen historischen Roman Witiko (1867). Dessen Sohn
- Witiko von Prčice und Blankenberg, belegt für die Jahre 1205 bis 1256; gilt als Stammvater der Rosenberger.

### Wok von Rosenberg

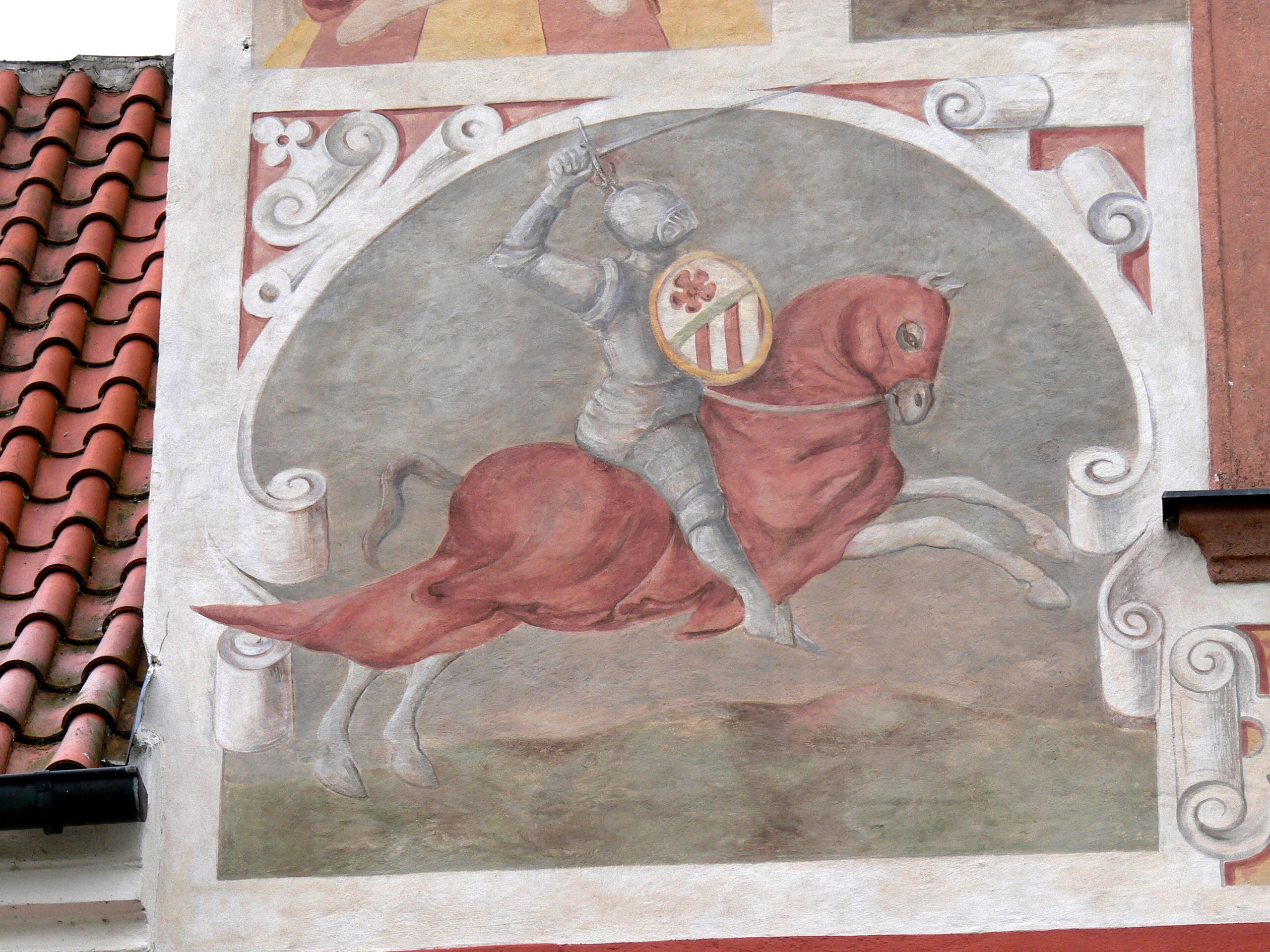
Wok von Rosenberg (1210–1262), Fresko des 17. Jh. am Kloster Hohenfurth

1. Wok von Rosenberg, auch Wok I. von Rosenberg (1210–1262), Erbauer der Rosenburg; bezeichnete sich als erster als „von Rosenburg“ (z Rožmberka).
  1. Heinrich I. von Rosenberg († 1310)
    1. Peter I. von Rosenberg (1291–1347)
      1. Heinrich II. von Rosenberg († 1346)
      2. Peter II. von Rosenberg († 1384)
      3. Jost I. von Rosenberg († 1369)
      4. Ulrich I. von Rosenberg, († 1390)
        1. Heinrich III. von Rosenberg (1361–1412)
          1. Peter III. von Rosenberg (1381–1406)
          2. Ulrich II. von Rosenberg (1403–1462)
            1. Heinrich IV. von Rosenberg (1427–1457)
            2. Jost II. von Rosenberg (1430–1467)
            3. Johann II. von Rosenberg (1434–1472)
              1. Heinrich V. von Rosenberg (1456–1489)
              2. Katharina/Kateřina († 1521), verheiratet mit Peter Holicky von Sternberg (Petr Holický ze Šternberka)
              3. Wok II. von Rosenberg (1459–1505)
                1. Johann III. von Rosenberg (1484–1532)
                2. Heinrich VI. von Rosenberg († 1494)
                3. Jost III. von Rosenberg (1488–1539)
                  1. Wilhelm von Rosenberg (1535–1592)
                  2. Peter Wok von Rosenberg (1539–1611, damit sterben die Rosenberger in männlicher Linie aus)
                  3. Eva, verheiratet mit Nikola Šubić Zrinski – ihr Sohn Johann Zrinski von Seryn erbt nach dem Tode Peter Woks die Herrschaft Rosenberg

                4. Sidonie
                5. Peter V. von Rosenberg (1489–1545)
                6. Heinrich VII. von Rosenberg (1496–1526)

              4. Peter IV. von Rosenberg (1462–1523)
              5. Barbara (* 8. Juni 1460), verheiratet mit Johann von Biberstein (Jan z Bibršteina)
              6. Margarete/Markéta (* 8. Juni 1460), Äbtissin in Krumau
              7. Hedwig/Hedvika († 1520), verheiratet in erster Ehe mit Wolf von Grafeneck (Volf z Grafeneku), in zweiter Ehe mit Tobias von Boskowitz und Černahora und in dritter Ehe mit Gregor von Starhemberg (Řehoř ze Štaremberka)
              8. Elisabeth/Alžběta (* 14. Februar 1466), verheiratet mit Heinrich Prüschenk von Stettenberg, Graf von Hardegg (Jindřich Prüschenk z Stettenberka a z Hardeka)
              9. Johanna/Johanka († 1482)
              10. Ulrich III. von Rosenberg (1471–1513)

            4. Agnes von Rosenberg († 1488)
            5. Ludmila († nach 1452), war mit Boshuslav von Schwanberg (Bohuslav ze Švamberka) verheiratet
            6. Perchta von Rosenberg († 1476), war seit 1449 mit Johann von Liechtenstein verheiratet

          3. Katharina († nach 1454), verheiratet mit Reimprecht d. J. (Reinprecht IV./III.) von Wallsee († 1450)

      5. Tochter N. N., verheiratet mit Tobias Bechin von Kamenitz (Tobiáš Bechyně z Kamenice)
      6. Mecela († 3. Oktober 1380), heiratete 1353/1354 Johann von Leuchtenberg, Grafen von Hals. Mit ihm hatte sie gemäß Testament vom 1357 ein Kind.
      7. Anna († 21. Dezember 1388), heiratete vor 1357 Heinrich V. von Leipa (Jindřich V. z Lipé; † 1363), mit dem sie eine Tochter Elisabeth hatte, die später Rudolf von Walsee ehelichte. In zweiter Ehe war sie mit Ulrich IV. von Neuhaus verheiratet.
        1. Agnes († nach 1408), heiratete Rudolf von Walsee

      8. Johann I. von Rosenberg († 1389)
      9. Unbekannte Tochter, verheiratet mit Hermann von Pottenstein (Heřman z Potštejna)
      10. unbekannte Tochter, verheiratet mit Tobias Bechin von Kamenitz (Tobiáš Bechyně z Kamenice). (Diese könnte jedoch identisch mit seiner Tochter Elisabeth sein, die er in seinem Testament von 1324 aufführt.)

    2. Johanna von Rosenberg (Johanka z Rožmberka; † 3. Februar 1317), war verheiratet mit dem höchsten Mundschenk und Burggrafen Benesch von Michalowitz (Beneš z Michalovic)
    3. Margarete von Rosenberg (Markéta z Rožmberka; † 14. Juni 1357) war verheiratet mit Bavor III. von Strakonitz († 1317)
    4. Unbekannte Tochter († ~1344), war mit Wok II. von Krawarn (Vok II. z Kravař; † 1327) verheiratet
      1. Heinrich (Jindřich; † 1344)
      2. Benesch (Beneš), belegt 1330–1375, war mit Elisabeth von Letowitz und Ronow (Eliška z Letovic a Ronova) verheiratet
      3. Johann (Jan), belegt 1330–1340, Deutschordensritter
      4. Katharina (Kateřina), verheiratet mit Stephan von Sternberg (Štěpan ze Šternberka)

    5. Agnes von Rosenberg (Anežka z Rožmberka), war mit Berthold von Leipa (Pertold z Lipé; † 1347) verheiratet

  2. Witiko VI. von Rosenberg († 1277)
2. Witiko von Příběnice (Vítek z Příběnic; † vor 1259)
3. Tochter N. N.
4. Zacharias von Prčice und Blankenberg (nicht sicher belegt)

### Heinrich III. von Rosenberg
1. Peter III. von Rosenberg (1381–1406)
2. Ulrich II. von Rosenberg (1403–1462), höchster Prager Burggraf
3. Katharina (* 1405 in Wittingau; † nach 7. April 1454) verheiratet mit Reinprecht d. J. von Walsee-Enns († 1450). Nach dem Tod ihres Mannes lebte sie auf ihren Besitzungen in Seuseneck und Rossatz in Niederösterreich.
  1. Agnes († 1470) verheiratet mit Bernhard von Schaunberg
  2. Wolfgang († 1466), verheiratet mit Veronika von Ortenburg[4]
  3. Reinprecht († 1483), letzter Walsee, verheiratet mit Margarete von Starhemberg; nach deren Tod mit Katharina von Starhemberg

### Ulrich II. von Rosenberg
1. Heinrich IV. von Rosenberg (1427–1457)
2. Jost II. von Rosenberg (1430–1467)
3. Johann II. von Rosenberg (1434–1472)
4. Agnes von Rosenberg (Anežka z Rožmberka; † 25. Juli 1488), blieb unverheiratet, lebte in Wittingau und vererbte ihr gesamtes Vermögen ihren Neffen, den Söhnen Johanns II.
5. Ludmilla von Rosenberg († nach 1452), verheiratet seit Februar 1452 mit Bohuslav VII. von Schwanberg († 1490), Hauptmann des Kreises Pilsen, mit dem sie in Haid lebte und dem sie einen Sohn gebar.
6. Perchta von Rosenberg („Bílá Paní“ / Weiße Frau; * 1425; † 2. Mai 1476 in Wien), war seit 1449 verheiratet mit Johann V. von Liechtenstein († 1473).

### Johann II. von Rosenberg
1. Heinrich V. von Rosenberg (1456–1489)
2. Katharina von Rosenberg (Kateřina; * 17. August 1457; † 20. August 1521), verheiratet mit Peter Holicky von Sternberg (Petr Holický ze Šternberka; † 1514). Beide wurden in der von ihnen gebauten Kapelle des hl. Ägidius (Sv. Jilja) in Wittingau bestattet.[5]
  1. Johann von Rosenberg (Jan z Rožmberka; † 1548), verheiratet mit Dorota Bezdružická z Kolovrat
3. Wok II. von Rosenberg (1459–1505)
4. Barbara von Rosenberg (* 8. Juni 1460; † unbekannt), verheiratet mit Johann von Bieberstein (Jan z Bibršteina)
5. Margarete von Rosenberg (Markéta; * 8. Juni 1460; † unbekannt), Zwillingsschwester von Barbara; Äbtissin im Klarissen-Kloster in Krumau.
6. Peter IV. von Rosenberg (1462–1523)
7. Hedwig von Rosenberg (Hedvika; * 20. Januar 1464; † 29. April 1520), war seit 1476 mit Wolf von Grafeneck (Volf z Grafeneku) verheiratet. Nach dessen Tod heiratete sie 1482 Tobias von Boskowitz (Tobiáš z Boskovic na Černé Hoře; † 1493). In dritter Ehe vermählte sie sich 1496 Gregor von Starhermberg (Řehoř ze Štarhemberka; † 1522). Ihre letzten Lebensjahre verbrachte sie auf der Burg Pürnstein. Bestattet wurde sie im Familiengrab der Starhemberger in Hellmonsödt.
8. Elisabeth von Rosenberg (Alžběta; * 16. Februar 1466; † unbekannt), verheiratet mit Heinrich Prüschenk von Stettenberg Graf von Hardegg (Jindřich z Hardeka)
9. Johanna von Rosenberg (* 2. August 1467; † 24. September 1482)
10. Ulrich III. von Rosenberg (1471–1513)

### Wok II. von Rosenberg

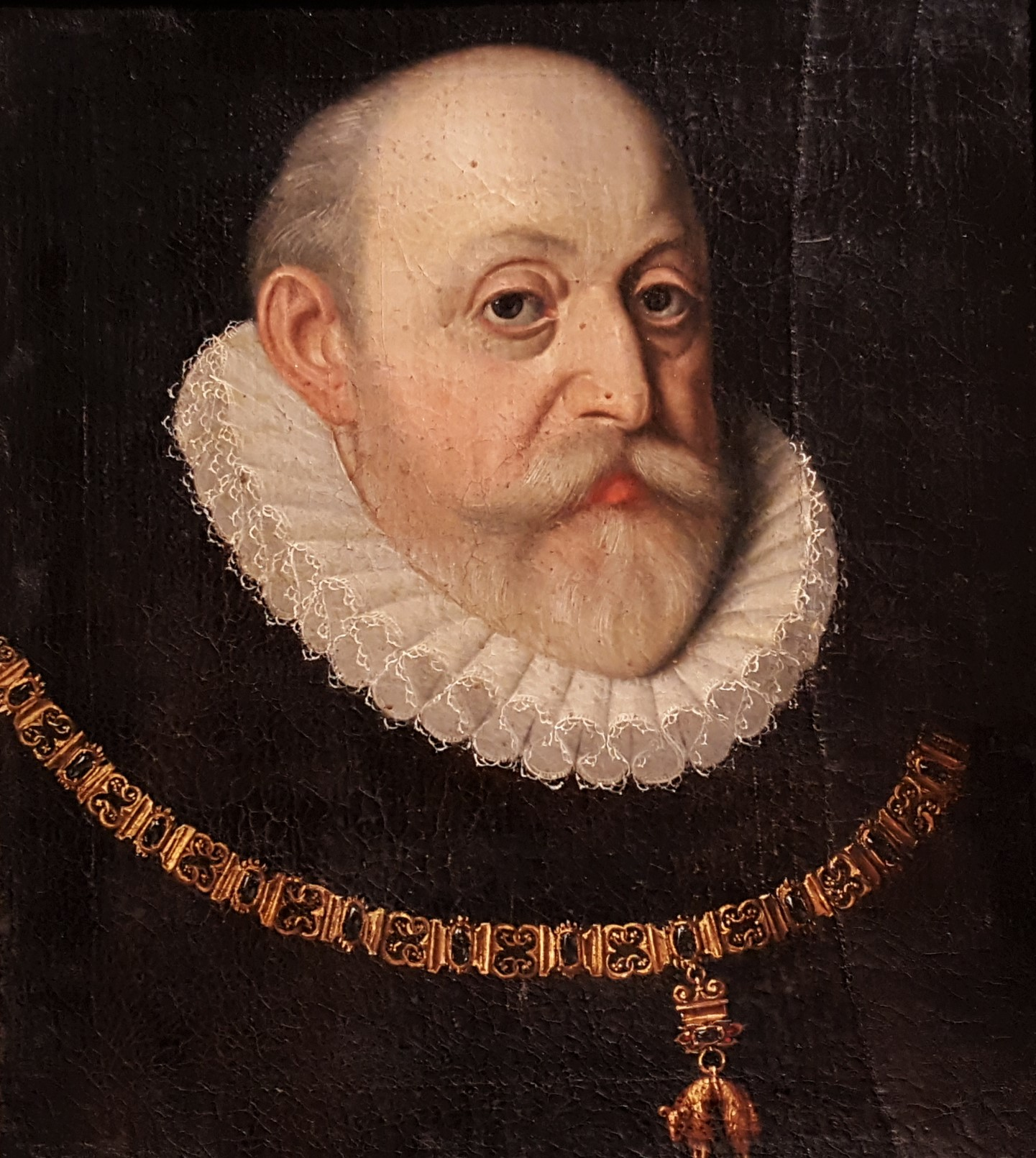
Wilhelm von Rosenberg (1535–1592), Oberstlandeskämmerer und Burggraf von Böhmen

1. Johann III. von Rosenberg (1484–1532)
2. Heinrich VI. von Rosenberg (Jindřich VI. z Rožmberka; * 14. März 1487; † 16. April 1494)
3. Jost III. von Rosenberg (1488–1539)
  1. Anna von Rosenberg (* 28. Januar 1530; † 16. Dezember 1580 in Neuhaus) aus der ersten Ehe, verheiratet mit Joachim von Neuhaus, der 1565 in der Donau ertrank.
  2. Ferdinand Wok von Rosenberg (* 27. April 1531; † 27. Dezember 1531)
  3. Elisabeth von Rosenberg (* 28. oder 30. Oktober 1532; † 5. Februar 1576), verheiratet mit Heinrich von Schwanberg. Die Ehe blieb kinderlos.
  4. Ulrich IV. von Rosenberg (* 10. Februar 1534; † 21. Februar 1535)
  5. Peter Wok von Rosenberg (1539–1611), der letzte RosenbergerWilhelm von Rosenberg (1535–1592)

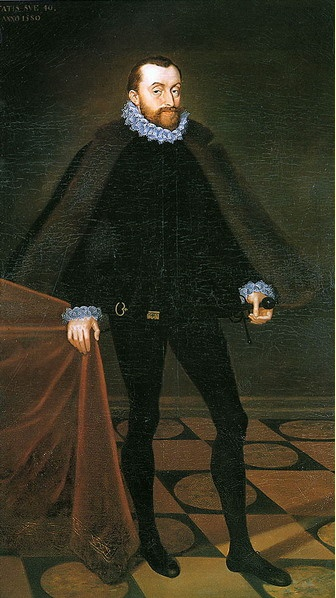
Peter Wok von Rosenberg (1539–1611), der letzte Rosenberger

  6. Bohunka von Rosenberg (* 17. März 1536; † 16. November 1557 in Bischofteinitz), heiratete 1556 Johann IV. Popel von Lobkowitz und starb vermutlich bei der Geburt ihres Sohnes Wilhelm von Lobkowitz.
  7. Eva von Rosenberg (* 12. April 1537; † August 1591 in Mantua), war seit 1564 verheiratet mit Nikola Šubić Zrinski, der 1566 bei der Belagerung von Szigetvár starb. In zweiter Ehe heiratete sie 1578 den italienischen Grafen Paul von Gassold.
    1. Johann Zrinski (Jan ze Serinu; † 1612) aus der ersten Ehe

  8. Peter Wok von Rosenberg (1539–1611)
4. Sidonie
5. Heinrich VII. von Rosenberg (1496–1526)
6. Peter V. von Rosenberg (1489–1545)

## Rosenberger Archiv

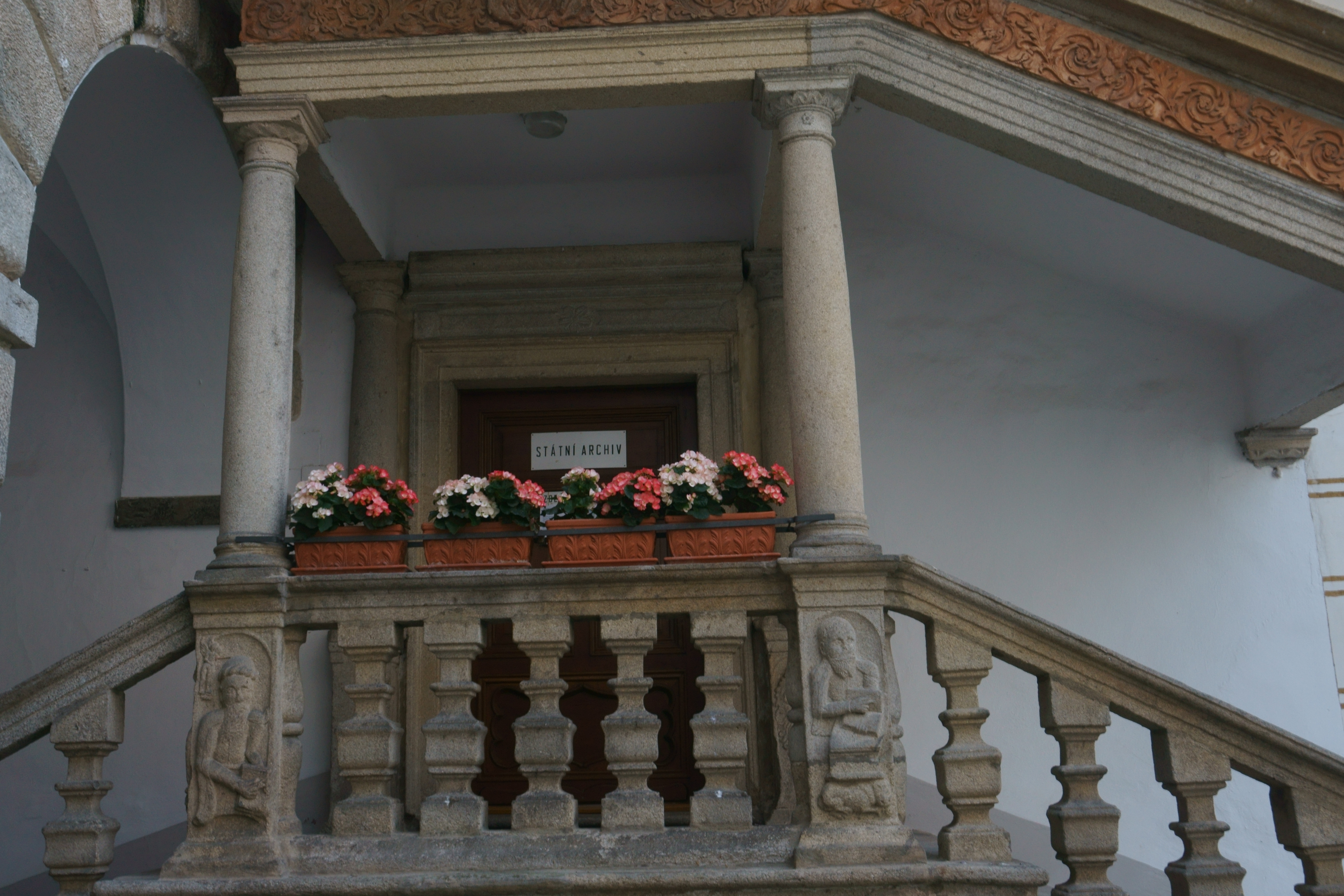
Státní oblastní archiv v Třeboni

Das Familienarchiv der Rosenberger entwickelte sich aus geringen Anfängen der Kanzleitätigkeit der Rosenberger Herrscher. Es befand sich zunächst auf Schloss Krumau. Ab November 1596 wurde Václav Březan mit der Leitung und Ordnung des Archivs und der umfangreichen Rosenberger Bibliothek betraut. Nachdem Peter Wok nach dem Verkauf der Herrschaft Krumau 1602 Wittingau zu seiner Residenz bestimmt hatte, wurden auch das Archiv und die Bibliothek in das dortige Schloss verlegt. Nach dem Tod Peters Woks 1611 fiel Wittingau zusammen mit dem Archiv im testamentarisch an die Adelsfamilie von Schwanberg.
Nach der Schlacht am Weißen Berg 1620 war das Archiv zusammen mit der Herrschaft Wittingau an den Landesherrn Ferdinand II. übergegangen. Ferdinand III. war sich der Bedeutung des Rosenberger Archivs bewusst und bedingte es sich im Jahre 1637 aus, als es als Pfand an seine Schwester, die polnische Königin Cecilia Renata, gegeben wurde. Es sollte 1647 zusammen mit der Rosenbergischen Bibliothek nach Prag transportiert werden. Da dies nicht geschah, entging das Archiv dem Schicksal der Bibliothek, die am Ende des Dreißigjährigen Kriegs 1648 beim Prager Kunstraub vom Schwedischen Heer nach Schweden gebracht wurde. Im Jahre 1660 schenkte Kaiser Leopold I. die Herrschaft Wittingau mitsamt dem Archiv seinem Obersthofmeister Johann Adolf Schwarzenberg (1615–1683) für seine Dienste. Auch seine Nachkommen widmeten dem Archiv große Aufmerksamkeit. Es fand seinen Platz in den vier gewölbten Räumen in der Mitte des „Langen Ganges“ im Schloss Witingau. Seit 1918 ist es Bestandteil des Státní oblastní archiv v Třeboni (Staatliches Gebietsarchiv Třeboň).